# Almanaque de Gotha

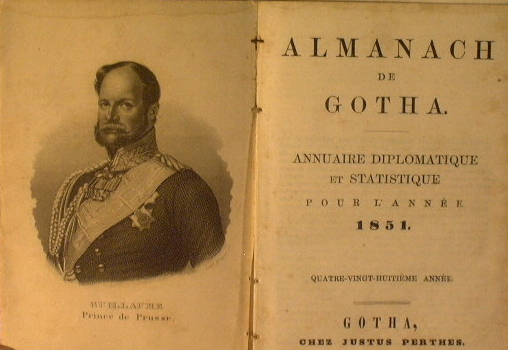
El Almanaque de Gotha de 1851.

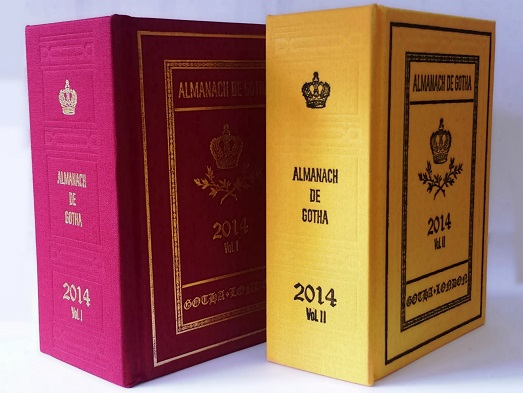
Almanaque de Gotha de 2014, volúmenes I y II.

El Almanaque de Gotha (en alemán: Gothaischer Hofkalender, en francés: Almanach de Gotha) es una publicación anual de Europa, que compendia con todo detalle datos de las casas reales, la alta nobleza y la aristocracia europeas, así como datos del mundo diplomático. 
Fue publicado por vez primera en el año 1763 por el editor alemán Justus Perthes, en la corte de Federico III, duque de Sajonia, y destacó desde sus inicios por su afán de listar minuciosamente datos de las dinastías reinantes, familias principescas y de alta aristocracia, las cuales en dicha época sumaban varias docenas de individuos. El Almanaque se abstuvo de listar a la pequeña nobleza, dejando dicha tarea a las autoridades de cada país.

## Publicación del Gotha, 1763-1944
Desde 1763 hasta 1944 se publicó sin interrupciones, alcanzando gran prestigio en la aristocracia europea como un verdadero directorio de la alta nobleza, permitiendo conocer con exactitud las identidades y parentesco de la misma; de hecho, para numerosas familias con título nobiliario, aparecer en el Almanaque de Gotha constituía una confirmación de su condición aristocrática, en tanto que otras familias nobles pugnaban para que sus nombres fueran incluidos debido al prestigio que ello aparejaba. En un principio, sus ediciones eran bilingües, en francés y alemán[cita requerida]. Recibió su nombre de la ciudad alemana de Gotha, en Turingia, en la que se publicaba. 
En el siglo XIX, el Almanaque de Gotha sirvió como guía para los matrimonios concertados dentro de la nobleza europea, donde aristócratas de diverso linaje buscaban individuos de similar origen para emparentar a su descendencia. La «primera sección» abarcaba a todas las casas reales o principescas reinantes en Europa, la «segunda sección» a las familias reales o principescas que no tenían reinado efectivo, y la «tercera sección» comprendía diversas ramas aristocráticas derivadas del Sacro Imperio Romano Germánico y la alta nobleza del resto de Europa. Tal división creaba la sensación de una efectiva diferencia de rango entre los nobles listados en cada sección.
No obstante, desde 1876 la sección segunda comenzó a incluir familias de origen alemán derivadas de la aristocracia del Sacro Imperio en calidad de condes, duques o electores, que habían sido mediatizadas, alegando que pertenecían a dinastías de príncipes del Sacro Imperio. Estas familias fueron agregadas a la "segunda sección" equiparándose con familias reales o principescas que carecían de trono propio, dejando en la "tercera sección" a familias de alta nobleza de origen británico, español, portugués, italiano, escandinavo o de la Europa Oriental. Una crítica a este ordenamiento fue que la aristocracia alemana del Sacro Imperio era igualada con familias de exmonarcas o príncipes, pese a no tener tal rango originalmente, colocándolas informalmente en un rango superior a antiguas familias aristocráticas de Europa, como los Alba, Chigi, Radziwiłł o Norfolk. 
Al final de la Segunda Guerra Mundial en 1945, la ciudad de Gotha fue tomada por el Ejército Rojo y desde entonces el Almanaque dejó de publicarse, en tanto que sus archivos fueron destruidos completamente por las tropas soviéticas.

## Publicación de Londres, desde 1998
A finales del siglo XX, el Almanaque vuelve a reeditarse en Londres, siendo uno de sus impulsores el rey Juan Carlos I de España, junto con el rey Miguel I de Rumania.
Con el paso del tiempo, las ediciones del Almanaque adquirieron gran importancia para los historiadores, pues permiten conocer con exactitud a los miembros de todas las casas reales europeas y algunas aristócratas, particularmente después de la Primera Guerra Mundial, tras la extinción de las monarquías de los Habsburgo, los Hohenzollern y los Romanov; también permitió desestimar reclamos de impostores que reclamaban origen aristocrático.
A lo largo de su historia la publicación, que partió con tan sólo 20 páginas, ha llegado a tener 1225, repartidas en dos tomos. El Almanaque fue el libro de referencia para publicar datos de la realeza o para conocer información detalladas sobre las dinastías de los distintos países.
Desde 2002 Ettore Gallelli-editor ha iniciado la serie italiana del Calendario Gotha, impreso en Roma cada dos años.